# Jessica Meir
Jessica Ulrika Meir (Caribou, 1º luglio 1977) è un'astronauta statunitense che ha partecipato alla missione di lunga durata Expedition 61/62 a bordo della ISS.

## Carriera accademica
Meir si è laureata in Biologia all'Università Brown nel 1999 e ha conseguito un master in Studi spaziali presso l'International Space University (ISU) di Strasburgo, in Francia nel 2000. Da quell'anno fino al 2003, ha lavorato per l'Human Research Facility di Lockheed Martin (Johnson Space Center della NASA), supportando le ricerche di fisiologia umana svolte sullo Space Shuttle e sulla Stazione spaziale internazionale. In questo periodo, ha anche partecipato a voli di ricerca sugli aerei della NASA a gravità ridotta e servito come aquanauta dell'equipaggio della quarta missione NEEMO a bordo dell'Aquarius in Florida. Nel 2009 ha proseguito gli studi conseguendo un dottorato in Biologia marina al Scripps Institution of Oceanography. Durante le ricerche di dottorato, ha studiato la fisiologia subacquea e il comportamento dei mammiferi e degli uccelli marini, concentrandosi sull'ipossia subacquea dei pinguini imperatore in Antartide e la fisiologia delle oche indiane nella California settentrionale. Dal 2012 fino alla selezione di astronauta ha ricoperto il ruolo di assistente professore di anestesia presso la Harvard Medical School del Massachusetts General Hospital, a Boston a seguito di una ricerca post-dottorato in fisiologia comparata. Ha inoltre preso parte alle spedizioni subacquee del Smithsonian Institution in Antartica e nel Belize.

## Carriera come astronauta
Meir è stata selezionata nel Gruppo 21 degli astronauti NASA il 17 giugno del 2013. Ad agosto dello stesso anno ha iniziato i due anni di addestramento base come candidata astronauta, addestramento che comprendeva lezioni sui sistemi e sulle procedure della Stazione spaziale internazionale (ISS), attività extraveicolari (EVA) simulate nel NBL, lezioni di robotica del Canadarm2, lezioni della lingua russa, addestramenti di volo a bordo del T-38 e esercitazioni di sopravvivenza in vari ambienti estremi, tra cui l'acqua e nei boschi. Nel luglio del 2015 ha completato l'addestramento diventando ufficialmente un'astronauta e quindi assegnabile alle missioni spaziali. A luglio 2016 ha preso parte all'addestramento di due settimane ESA CAVES nelle grotte del Supramonte della Sardegna. Il 22 gennaio 2018 ha iniziato l'addestramento al Centro di addestramento cosmonauti Jurij Gagarin (GCTC) in vista di una futura assegnazione. Nel mese di febbraio 2018 ha partecipato ad un addestramento invernale di tre giorni nelle zone boschive intorno a Mosca con Sergej Ryžikov e Soichi Noguchi mentre a luglio ha svolto quello in acqua insieme al cosmonauta Andrej Borisenko come membri dell'equipaggio di riserva della Sojuz MS-12 ma il 30 gennaio 2019, a seguito dell'incidente della Sojuz MS-10, sono stati sostituiti.

### Expedition 61/62
Nel 2019 è stata assegnata come ingegnere di volo 1 della Sojuz MS-15 con il comandante Oleg Skripočka e il cosmonauta Hazza Al Mansouri per le Expedition 61/62. Il 30 agosto 2019 ha completato gli esami di pre-volo al GCTC, venendo assegnata ufficialmente alla missione dalla Commissione Interdipartimentale, composta dai rappresentanti di Roscosmos, GCTC, NASA, Mohammed bin Rashid Space Centre, RKK Ėnergija e Agenzia federale biomedica (FMBA). La partenza dal Cosmodromo di Bajkonur è avvenuta il 25 settembre 2019. Durante la sua permanenza a bordo della Stazione ha partecipato a tre attività extraveicolari, tra cui la prima storica EVA al femminile insieme a Christina Koch, ha catturato due veicoli spaziali cargo americani, Cygnus NG-12 e Dragon SpX-20, con il Canadarm2, e condotto centinaia di esperimenti nel laboratorio orbitale. Durante l'Expedition 61, gli astronauti dell'USOS hanno svolto nove EVA, registrando il record del maggior numero di EVA svolte da un singolo equipaggio della ISS. Tra queste le quattro EVA di riparazione dell'AMS svolte da Parmitano e Morgan sono state di grande importanza per la ricerca astronomica sull'antimateria e sulla materia oscura, in cui Meir ha preso parte come responsabile robotico. Il 17 aprile 2020 ha lasciato la Stazione a bordo della Sojuz MS-15, facendo ritorno sulla Terra il giorno stesso dopo 204 giorni di missione.

## Vita privata
Nel tempo libero le piace sciare, correre, andare in bici, giocare a calcio e fare immersioni. Ha una patente di pilota privato e sa conversare in svedese. Aveva partecipato alla selezione astronauti della NASA del Gruppo 20 senza però venir selezionata.